# Spodumene
Lo spodumene è un minerale appartenente al gruppo dei pirosseni, classe dei Silicati (inosilicato a catena singola di litio e alluminio).

## Significato del nome
Il nome spodumene deriva dal participio passato greco s|podùmenos, che significa "ridotto in cenere", con allusione al color cinerino, grigio chiaro, tipico del minerale.

## Abito cristallino
Sistema cristallino monoclino. Si presenta in cristalli prismatici, spesso di notevoli dimensioni, allungati, appiattiti e mal terminati, con striature longitudinali. I cristalli hanno tonalità di colore grigio, bianco, verde, rosa e giallo, con una trasparenza dal traslucido al trasparente. Solitamente presenta geminazioni.

## Origine e giacitura
È un minerale tipico dei filoni pegmatitici, in particolare di quelli ricchi in litio, che non sono rari, ma nemmeno particolarmente frequenti. Giacimenti: Australia, Svezia, Stati Uniti, Brasile e Madagascar. Nelle miniere in Dakota del Sud sono stati trovati esemplari dalle dimensioni superiori alla decina di metri e dal peso di svariate tonnellate.

## Utilizzi
Viene impiegata in gioielleria come gemma. Si usa per l'estrazione del Litio, per la produzione di lubrificanti, ceramiche, leghe ed altro. La varietà di spodumene di colore lillà-viola prende il nome di Kunzite, mentre la varietà con una tonalità di colore verde chiaro viene denominata Hiddenite.

## Proprietà chimico-fisiche
- Indici di rifrazione[1]:
  - α: 1,65-1,66
  - β: 1,67
  - γ: 1,67-1,68
- Fonde facilmente, il litio impartisce alla fiamma una tinta rossa[2]
- Dispersione: debole[3][5]: 0,017[5]
  - Massima dispersione: δ = 0.014 - 0.018[3]
- Pleocroismo:
  - incolore, rosa, violetto[5]
  - X: da rosso porpora a verde[3]
  - Z: incolore[3]
- Peso molecolare: 186.69 gm[4]
- Indice di fermioni: 0,01[4]
- Indice di bosoni: 0,99[4]
- Fotoelettricità: 1,61 barn/elettrone[4]